# کلاس لستاندر
کلاس لستاندر (انگلیسی: Klas Lestander؛ زادهٔ ۱۸ آوریل ۱۹۳۱) ورزشکار دوگانه اهل سوئد بود.